# Transgas (plynovod)

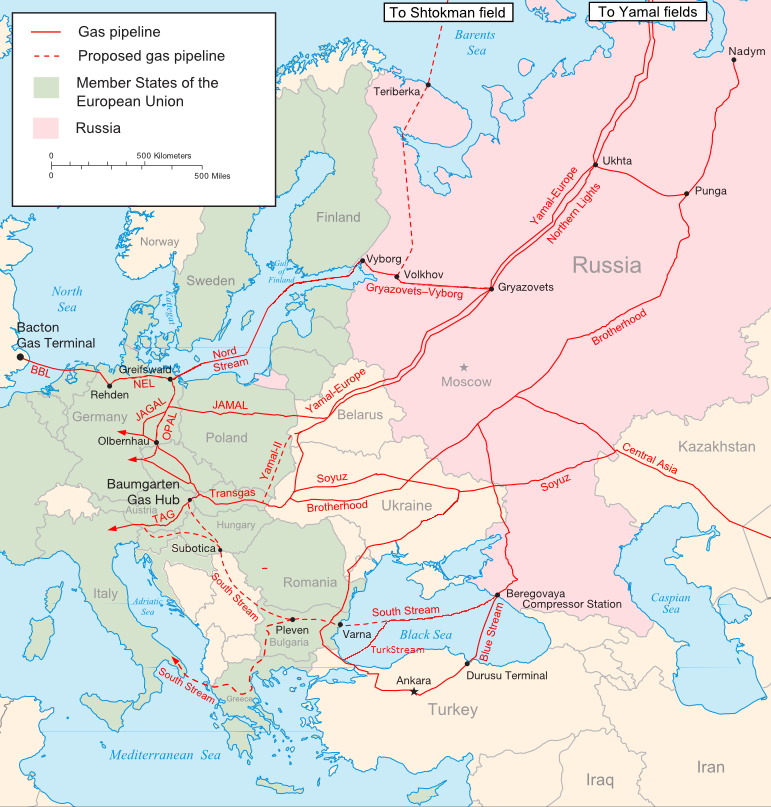
Transgas (s popiskem Transgas) na anglické mapě ruských plynovodů v Evropě

Transgas je plynovod na zemní plyn vedoucí z Ukrajiny, přes Slovensko a Česko do Německa, odbočuje také do Rakouska. Navazuje na ruský plynovod Sojuz vedoucí z Orenburgu. Jeho výstavba probíhala v letech 1975 až 1979. Cílem bylo zajistit zásobování plynem Ukrajinské SSR a středoevropských zemí Rady vzájemné hospodářské pomoci. V centru Prahy poblíž Václavského náměstí byl kvůli němu postaven stejnojmenný komplex budov, sloužil jako dispečink.